# آئروویرنمنت آرکیو-۱۱
آئروویرنمنت آرکیو-۱۱ (به انگلیسی: AeroVironment RQ-11 Raven) یک پهپاد کوچک است که با قدرت دست پرتاب می‌گردد، نخستین بار برای ارتش ایالات متحده ساخته شد اما بعدها تعداد زیادی از ارتش‌های جهان دارای آن شدند.

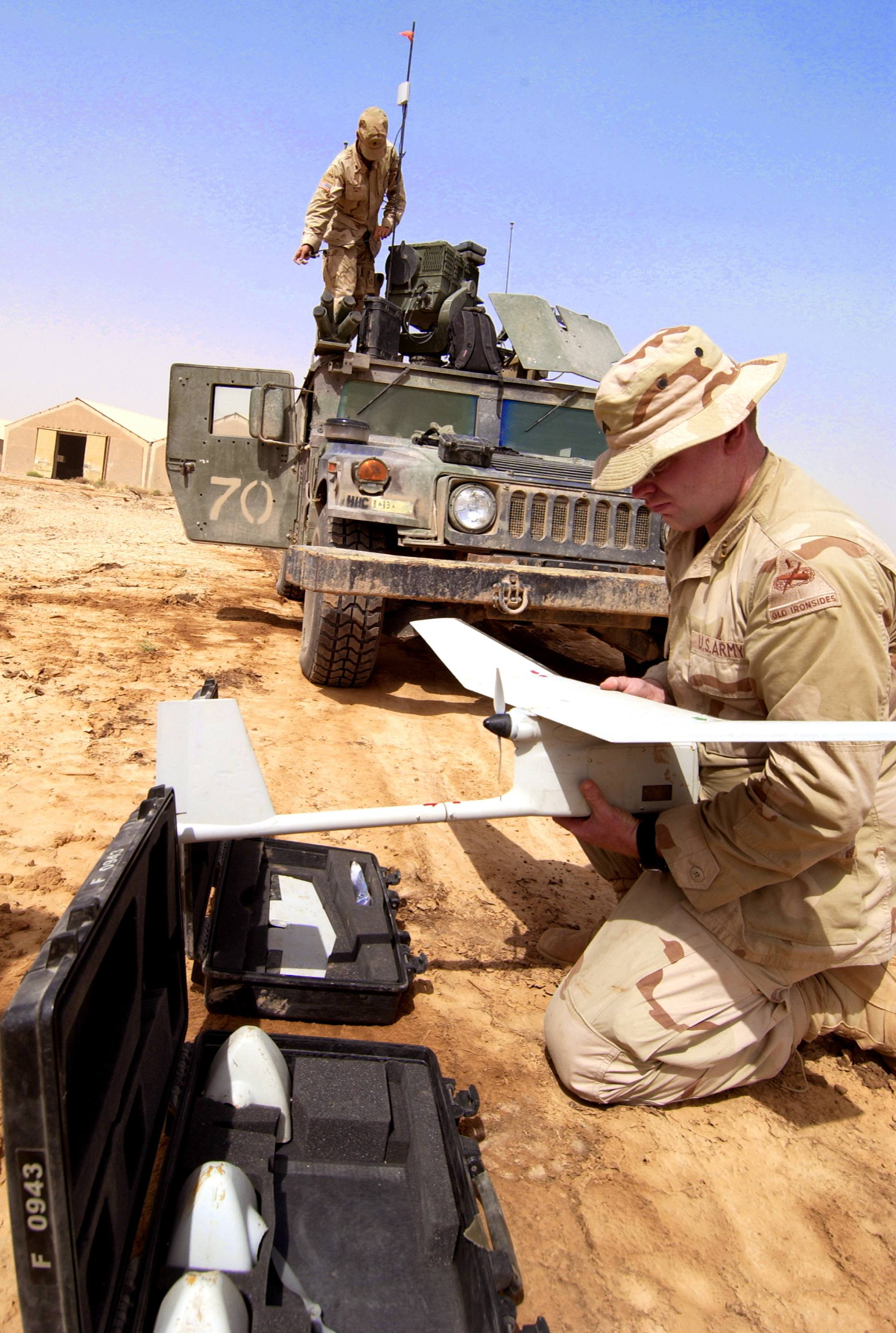
یک سرباز آمریکایی در حال آماده‌سازی یک پهپاد آر کیو-۱۱

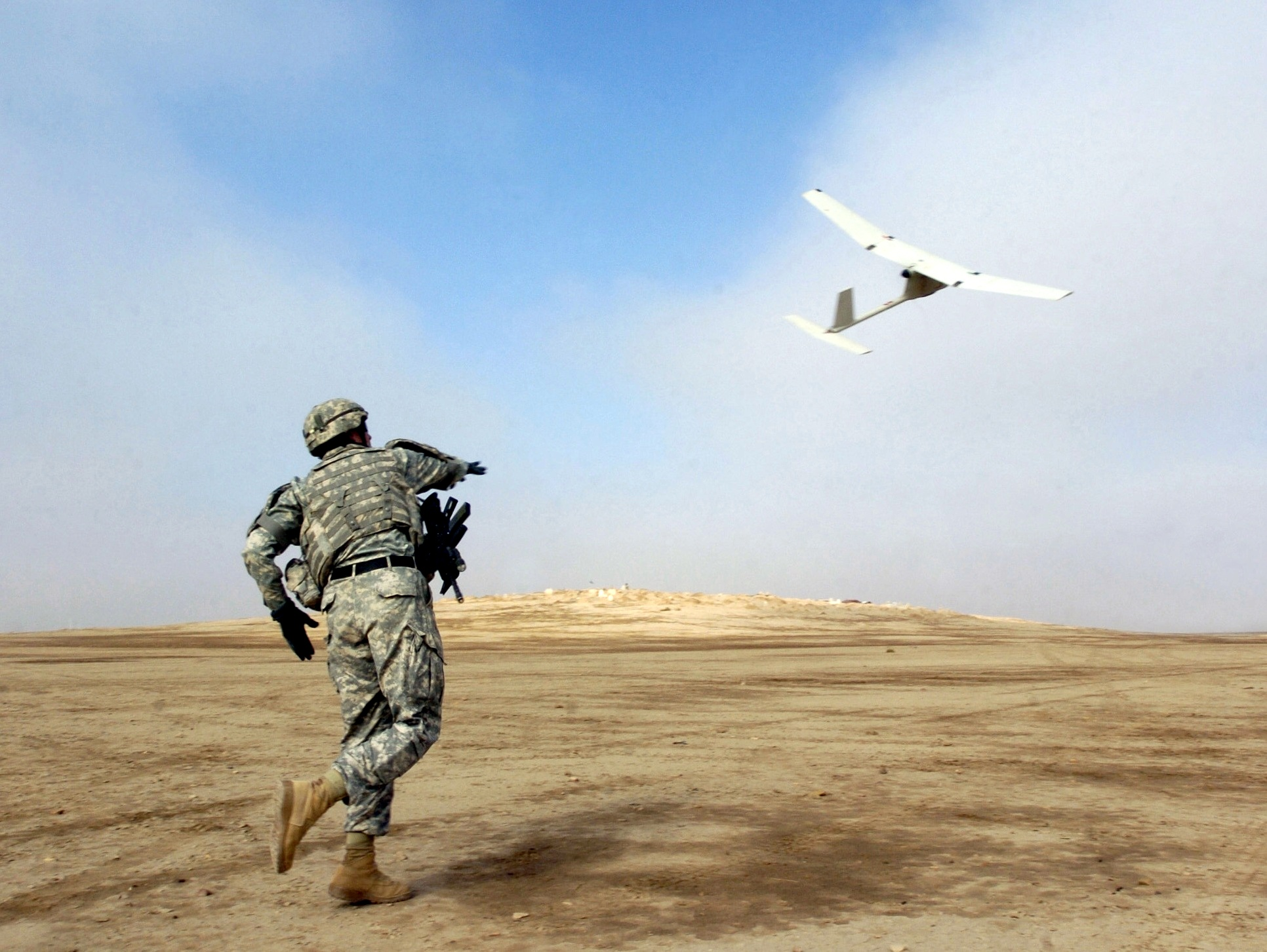
یک سرباز آمریکایی در حال به پرواز درآوردن یک پهپاد آر کیو-۱۱ در عراق

دریادار امیر رستگاری، معاون هماهنگ‌کننده نیروی دریایی ارتش ایران از شکار دو فروند پهپاد از خانواده RQ یکی در شهریور سال ۹۰ و دیگری در آبان‌ماه ۹۱ توسط پدافند ارتش خبر داد.

## کشورهای دارنده
استرالیا
 جمهوری چک
 دانمارک
 استونی
 اسپانیا
 عراق
 ایتالیا
 کنیا
 لبنان ۱۲ دستگاه
 هلند
 نروژ
 رومانی
 عربستان سعودی
 تایلند
 بریتانیا
 ایالات متحده آمریکا
 اوگاندا
 یمن